# Chlidanota
Chlidanota là một chi bướm đêm thuộc họ Tortricidae.

## Các loài
- Chlidanota thriambis Meyrick, 1906